# 薩梅迪男爵
薩梅迪男爵，是海地巫毒教中的神祗，祂是主管死亡的神靈(這神是在海地發展出來，西非巫毒中本來沒有)，薩梅迪"在法語中的意思是"星期六。
薩梅迪男爵通常被描繪成頭戴禮帽、穿黑色燕尾服、戴墨鏡、鼻孔中塞著棉塞，彷彿一具海地式打扮準備下葬的屍體。 他經常被描繪成一具骷髏（但有時也被描繪成一個黑人，只是把他的臉畫成骷髏），並用鼻音說話。
他以破壞、淫穢以及特別喜歡煙草和朗姆酒而著稱。此外，他是復活的神靈，在後一種身份中，他經常被那些接近死亡的人所召喚，因為只有祂才能接受一個人進入死者的領域。 